# Menesiniella aquila
Menesiniella aquila é uma espécie de crustáceo, mais especificamente uma craca, da família Balanidae.
É endémica dos Estados Unidos da América, onde pode ser encontrada na costa da Califórnia, de San Francisco a San Diego, habitando desde a zona entremarés até profundidades de 18 m.